# New Kabul Bank
Die New Kabul Bank (vormals Kabul Bank) ist ein Kreditinstitut in Afghanistan. Gründer und Vorstandschef der Bank war Sherkhan Farnud. Die Kabul Bank war die älteste Privatbank des Landes.
Die Bankenaufsicht über die Kabul Bank wird durch die Da Afghanistan Bank wahrgenommen.
Von 2008 bis August 2010 war Khalilullah Ferosi Präsident der Kabul Bank (Stand Juni 2011).
Im November 2012 wurde bekannt, dass Anteilseigner und Mitarbeiter der Kabul Bank im Laufe der Jahre rund 935 Millionen Dollar veruntreut haben.

## Produkte

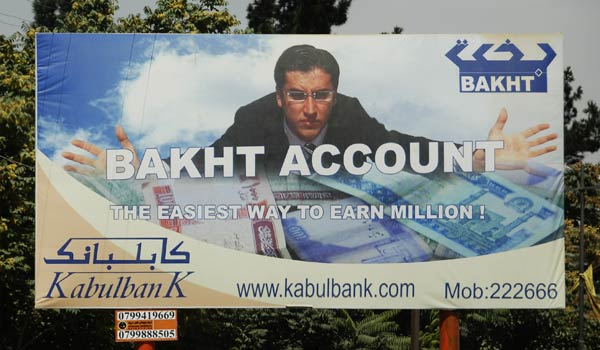
Werbung für das Bakht-Konto

Das erfolgreichste Produkt der Bank ist das Bakht-Konto. Bakht (‚Reichtum‘ auf Dari), ein Islamic Banking-Finanzprodukt.
Für jede 5000 Afghani die auf ein Bakht-Konto eingezahlt werden erhält der Anleger ein Los. In einer alle drei Monate stattfindenden, im Staatsfernsehen übertragenen Ziehung wird dann ein Gewinner ermittelt und dieser erhält anschließend einen Scheck über eine Million Afghani. Seit Einführung von Bakht hat die Bank ihren Kundenstamm vervierfacht.
Der Fußballverein FC Kabul Bank, der viele Tochtervereine in allen Teilen des Landes hat, wird von der Bank gesponsert.

## Besitzverhältnisse
Mahmood Karzai, der ältere Bruder des ehemaligen afghanischen Präsidenten Hamid Karzai, war bis zum Bekanntwerden der Unregelmäßigkeiten einer von 16 Großaktionären der Kabul Bank.
Das Institut hat außerdem den Wahlkampf des Präsidenten Hamid Karzai mitfinanziert. Ihm wurde von der Bank ein Kredit von 6 Millionen US-Dollar gewährt, mit dem er 7 Prozent der Bank kaufte. Aufgrund ihrer oft dubiosen politischen und wirtschaftlichen Verstrickungen wird der Karzai-Familie Vetternwirtschaft und Korruption vorgeworfen.
Derzeit ist das afghanische Finanzministerium alleiniger Anteilseigner.

## Geschichte
2005 hatte die Bank viele Zweigstellen in Afghanistan. Über diese wurden die Gehälter der Beamten, Soldaten und Polizisten bezahlt.
Seit Sommer 2009 wurde das Geld an Beamte oft erst mit Verzögerung überwiesen und die Zinsgewinne abgeschöpft.
Im August 2010 verfügte die Zentralbank die Entlassung von Sherkhan Farnud und Khalilullah Ferosi.
Anfang September 2010 kam es zu einem Bank Run. Innerhalb zweier Tage wurden 155 Millionen US-Dollar abgehoben. Der Gründer und Vorsitzende des Aufsichtsrates, Sherkhan Farnud, sowie der Vorstandsvorsitzende Khalilullah Ferosi wurden wegen Missmanagement und des Verdachts der Veruntreuung von Einlagen ihrer Posten enthoben. In mehreren Filialen soll Geld in erheblichem Umfang gestohlen worden sein und Kredite in dreistelliger Millionenhöhe an Anteilseigner vergeben worden sein, die diese in hochriskante Immobiliengeschäfte investierten. Am 9. September löste die Polizei mit Schlagstöcken die Warteschlangen vor der Bank auf. Mitte September übernahm die afghanische Zentralbank die Kontrolle über die Kabul Bank und die Behörden leiteten Untersuchungen gegen zwei Bankdirektoren und Anteilseigner ein.
Am 27. Juni 2011 gab das US-Außenministerium bekannt, dass Abdel Kadir Fitrat, der damalige Chef der Zentralbank, in die Vereinigten Staaten geflüchtet war. Er selbst hatte sich zuvor in einem Interview über seine Sicherheit Sorgen gemacht und war zurückgetreten. Er behauptete, er fürchte wegen der Ermittlungen im Fall der Kabul Bank um sein Leben.
Im Februar 2011 empfahl der Internationale Währungsfonds (IWF), dass die in Schieflage geratene Bank unter Konkursverwaltung gestellt und dann schnell verkauft werden sollte.
Seit März 2011 hält der IWF einen Teil der Entwicklungshilfe für Afghanistan zurück. Als Bedingung um die Gelder wieder freizugeben, forderte der IWF die Regierung Karzei auf, für die Verluste der Kabul Bank aufzukommen, das Bankensystem zu reformieren und rechtliche Schritte gegen die Verantwortlichen einzuleiten.
Der stellvertretende Generalstaatsanwalt Afghanistans ermittelte bis Juli 2011 413 illegale Kredite, die zumeist über Strohmänner wie Leibwächter, Gärtner oder Hausdiener an Aktionäre der Bank zinslos und ohne Rückzahlungsfristen vergeben wurden.
Im November 2011 war bekannt, dass in den sechs Jahren vor dem August 2010 Kredite im Umfang von 579 Millionen US-Dollar vergeben wurden, die nicht mehr eingetrieben werden konnten. Mit Gebühren, Zinsen und als Werbungskosten markierten Krediten stieg die Summe auf 914 Millionen US-Dollar. Es konnten 207 Nutznießer der vergebenen Kredite ermittelt werden. Darunter befinden sich Parlamentsabgeordnete, Minister, Provinzgouverneure, Wahlkampfleiter, Künstler und ein Fußballklub.
Im November 2012 kam ein Bericht zu dem Ergebnis, dass Anteilseigner und Mitarbeiter der Bank im Laufe der Jahre rund 935 Millionen Dollar veruntreut haben. Zu den Tätern gehörten auch Verwandte von Afghanistans ehemaligen Präsidenten Hamid Karzai. Das Geld wurde zum Teil in Servierwagen von Flugzeugen der afghanischen Pamir Airways in über zwei Dutzend Länder gebracht. Nach einem "Schneeballsystem", wie es der IWF nannte, hoben sie immer wieder Geld von Kundenkonten ab.
Anfang April 2016 meldete das Nachrichtenmagazin Bloomberg, dass die pakistanische MCB-Bank plane, die New Kabul Bank zu kaufen.

## Anschläge
Am 7. Januar 2010 wurde der Kommandeur einer regierungsfreundlichen Miliz, Nasir Paray, bei einem Selbstmordattentat vor einer Filiale der New Kabul Bank in Gardez getötet. Paray sowie neun weitere Personen wurden getötet, 27 verletzt.
Am 27. Dezember 2010 wurde vor der Zweigstelle der Bank in Kandahar ein Sprengsatz gezündet.

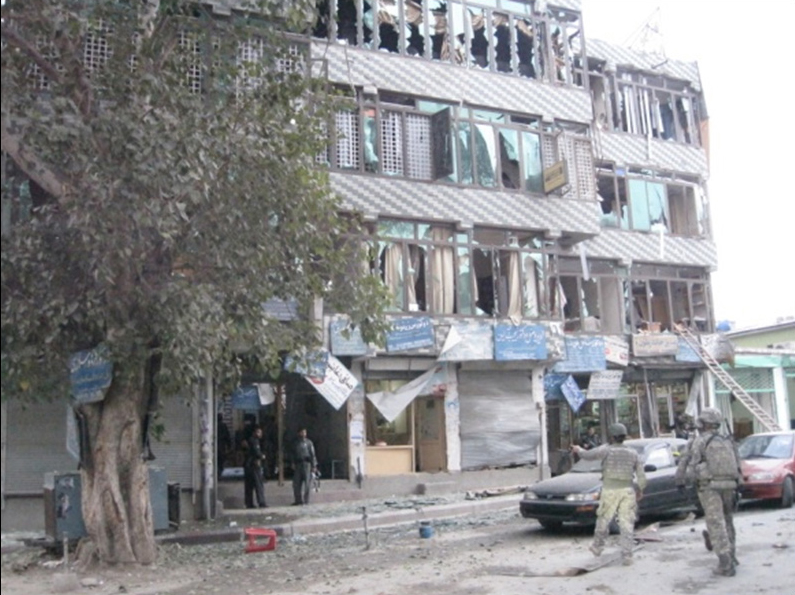
US-Aufnahme nach der Befreiung der Filiale der Kabul Bank in Dschalalabad

Ende Februar 2011 kam es zu einem Angriff von sieben Selbstmordattentätern auf eine Filiale der Kabul Bank in Dschalalabad. Dabei verkleideten sich die Angreifer als afghanische Sicherheitskräfte, stürmten die Bank und hielten sie stundenlang besetzt. 46 Menschen starben und 73 wurden verwundet, als sechs der Attentäter ihre Sprengsätze zündeten, der siebte Attentäter konnte festgenommen werden. Die Taliban reklamierten den Angriff für sich. Im Juni 2011 wurden zwei der Angreifer zum Tode, ein dritter zu einer 20-jährigen Haftstrafe verurteilt.
Bei einem Selbstmordanschlag auf einen Polizeikontrollpunkt vor einer Bankfiliale in Kandahar wurden im August 2013 sieben Personen getötet und 22 verletzt.
Bei einem Angriff auf eine Zweigstelle der Bank in Laschkar Gah sind am 17. Dezember 2014 mindestens zehn Menschen getötet und 15 verletzt worden. Alle fünf Selbstmordattentäter sind dabei ums Leben gekommen.
Im April 2015 explodierte ein Selbstmordattentäter des IS vor einer Zweigstelle der Bank in Dschalalabad, 34 Tote und einhundert Verletzte waren die Folge.
Bei einem Anschlag auf eine Filiale der Bank in Gardez starben am 20. Mai 2017 zwei Mitarbeiter eines Sicherheitsdienstes, ein Zivilist und fünf Angreifer. 31 Menschen wurden verletzt.
Am 22. Juni 2017 starben bei einem Anschlag auf eine Bankfiliale in Laschkar Gah 35 Personen, darunter ein Selbstmordattentäter, der vor dem Gebäude ein sprengstoffbeladenes Fahrzeug detonieren lassen hatte. 58 Personen wurden verletzt, die Taliban übernahmen die Verantwortung für den Angriff.
Bei einem Selbstmordattentat auf eine Filiale der New Kabul Bank kamen am 21. März 2024 21 Taliban-Mitglieder ums Leben. Der IS übernahm die Verantwortung für den Angriff.